# Homaea clathrum
Homaea clathrum là một loài bướm đêm trong họ Noctuidae.